# Nguyễn Đỗ Mục
Nguyễn Đỗ Mục (1882 – 16 tháng 12 năm 1951), tự Trọng Hữu, bút hiệu Hì Đình Nguyễn Văn Tôi (khi viết bài cho mục Hài đàm); là nhà văn và là dịch giả Việt Nam.

## Thân thế và sự nghiệp
Ông sinh ra trong một gia đình Nho học truyền thống tại thôn Thư Trai, xã Phúc Hòa, huyện Phúc Thọ (nay là xã Phúc Thọ), thành phố Hà Nội. Cha ông là Hoàng giáp Nguyễn Đình Dương, từng làm Án sát Hưng Yên, Bố chính Quảng Bình, Biện lý Bộ Lại.
Khoa Kỷ Dậu (1909) đời vua Duy Tân, Nguyễn Đỗ Mục đỗ tú tài, nhưng thi Hội thì không đỗ. Ngày 15 tháng 5 năm 1913, Đông Dương tạp chí do Nguyễn Văn Vĩnh làm Chủ bút ra đời tại Hà Nội. Ông đến cộng tác và viết đều đặn ở mục Gõ đầu trẻ, chuyên về giáo dục.
Sau khi tạp chí này đình bản (ngày 15 tháng 9 năm 1919), ông viết cho tờ Trung Bắc tân văn (cũng do Nguyễn Văn Vĩnh đảm nhiệm, và tồn tại cho đến năm 1939) và cho nhiều báo khác tại Hà Nội.
Sau Cách mạng tháng Tám (1945) cho đến khi qua đời, ông công tác ở Bộ Quốc phòng, chuyên lo việc phiên dịch các tài liệu quân sự và chính trị.
Theo nhà nghiên cứu Nguyễn Vinh Phúc, Nguyễn Đỗ Mục mất ở Định Hóa (Thái Nguyên) ngày 16 tháng 12 năm 1951.

## Tác phẩm

### Sáng tác
Nguyễn Đỗ Mục thường xuyên viết các bài bàn về giáo dục đăng trong mục Gõ đầu trẻ (Đông Dương tạp chí, 1913-1919), và thỉnh thoảng có viết những tiểu phẩm hài đăng ở mục Hài đàm trên báo Trung Bắc tân văn, nhằm phê phán xã hội.

### Biên khảo
- Chinh phụ ngâm khúc dẫn giải (Tân Dân xuất bản, Hà Nội, 1929)[1]
- Khổng Tử gia ngữ (chép những lời Khổng Tử dạy về phong tục liên quan đến quan, hôn, tang, tế).
- Khổng Tử tập ngữ (chép những lời danh ngôn của Khổng Tử).
- Bách tử kim đan (trích những áng văn hay của văn gia Trung Quốc).

Cả ba quyển này ông đều đăng trên tờ Trung Bắc tân văn.

### Dịch thuật
Nguyễn Đỗ Mục chuyên về dịch thuật hơn. Đó là các tiểu thuyết và tạp kịch của Trung Quốc. Theo thống kê chưa đầy đủ, đó là các cuốn: 
- Tây sương ký, tạp kịch của Vương Thực Phủ (đăng Đông Dương tạp chí, từ số 28 đến số 41). Tuy nhiên, ông phỏng dịch hơn là dịch, thỉnh thoảng xen vào những câu tập Kiều.
- Song phượng kì duyên (chuyện nàng Chiêu Quân, 1922).
- Tái sinh duyên (1923) và Tục tái sinh duyên (chuyện nàng Mạnh Lệ Quân).
- Thuyền tình bể ái (1926).
- Bình sơn lãnh yến (1927).
- Hồng nhan đa truân (1928).
- Hiệp nghĩa anh hùng
- Thủy Hử diễn nghĩa (1933).
- Đông Chu liệt quốc (trước đăng trong Đông Dương tạp chí, sau Tân Việt thư xã xuất bản 1933).
- Nhi nữ tạo anh hùng (1935)

Và cùng với Đào Hùng dịch quyển tiểu thuyết Sans famille (đặt tên là Vô gia Đình) của nhà văn Pháp Hector Malot từ bản chữ Hán (nhà xuất bản Tân Việt Nam, 1931).

## Nhận xét
- GS. Thanh Lãng:

Khác với Nguyễn Văn Vĩnh, trong khi nhà văn này giới thiệu với quốc dân các nhà văn nghệ sĩ phương Tây, thì Nguyễn Đỗ Mục trình bày cho quốc dân những công trình dịch thuật của ông về phía các sách Trung Hoa, tức là tự lãnh trách nhiệm giới thiệu cái Đông phương mầu nhiệm...cho những người tân học.
Ông đã gây được một phong trào viết truyện bằng xăn xuôi (nhờ người ta ham đọc những tác phẩm dịch của ông), và cũng đã gây một phong trào lãng mạn (vì ông thường dịch các truyện có tính lãng mạn).
Ngoài ra, ông còn có công khi khảo cứu và chú giải cuốn "Chinh phụ ngâm khúc". Nhưng công to tát nhất của ông, đó là một người của trường Nho trăm phần trăm, mà lại sốt sắng cổ võ cho chữ quốc ngữ. Ông dùng chữ quốc ngữ để viết và dịch tất cả các sách, làm cho mọi người công nhận sự cần ích của lối chữ mới. Những bản dịch lưu loát của ông là một bằng chứng cho những ai còn nghi ngờ tiềm lực và tương lai của chữ quốc ngữ .
- Nhà nghiên cứu Nguyễn Vinh Phúc:

Nguyễn Đỗ Mục viết nhiều, dịch nhiều, song chỉ với bản dịch "Đông Chu liệt quốc" và cuốn "Chinh phụ ngâm khúc dẫn giải" cũng đủ cho thấy ông là người có công trong việc dịch thuật và biên khảo và thời kỳ quốc văn còn non nớt.

## Thông tin thêm
- Ở khu An Hòa, Cẩm Lệ thuộc thành phố Đà Nẵng có con đường mang tên Nguyễn Đỗ Mục.
- Nguyễn Đỗ Mục có một người con nổi tiếng đó là họa sĩ Nguyễn Đỗ Cung.